# Arrondissement de Montmédy
L'arrondissement de Montmédy est une ancienne subdivision administrative française du département de la Meuse créée le 17 février 1800 et supprimée le 10 septembre 1926.

## Composition
Il comprenait les cantons de Damvillers, Dun-sur-Meuse, Montfaucon-d'Argonne, Montmédy, Spincourt et Stenay.